# Enrico Miaroma
Enrico Miaroma (Trento, 3 dicembre 1962) è un direttore di coro, compositore e pianista italiano.

## Biografia
Dopo i diplomi con il massimo dei voti e la lode in Pianoforte con Anna Rotella, in Musica corale e direzione di coro con Armando Franceschini, in Didattica della musica con il massimo dei voti e lode e in Composizione presso i Conservatori di Bolzano, Trento e Piacenza ha frequentato poi corsi di perfezionamento in composizione e musica per film a Città di Castello, Brescia (Fondazione Romanini), e Siena (Accademia Chigiana), con Salvatore Sciarrino, Ennio Morricone e Franco Donatoni.

Ha vinto numerosi concorsi nazionali ed internazionali: come pianista (Bardolino, Roma, Pisa, ecc.), come compositore:Trento, Siena, Arezzo, Sarzana, Lecco, Aosta, e come direttore di coro: Adria, Arezzo, Biella, Budapest, Carpi, Fermo, Ivrea, Quartiano, Riccione, Riva del Garda, Salerno, Vittorio Veneto, Trento..
Ha diretto cori misti e voci pari, attualmente è considerato uno dei maggiori esponenti in Italia nell'ambito dei cori di voci bianche e della didattica musicale.
Durante la sua carriera ha tenuto oltre ottocento concerti in Italia, Austria, Germania, Svizzera, Repubblica Ceca, Spagna, Slovenia, Inghilterra, Bosnia, Svezia, Ucraina, Croazia, Portogallo, Ungheria, Repubblica Cinese di Taiwan. Board Advisor di IFCM - International Federation for Choral music per il triennio 2009 - 2012 (primo italiano a farne parte), già membro del Comitato Artistico della Federazione Cori del Trentino.
Già docente presso i Conservatori di Pescara ed Adria, ora Insegna al Conservatorio "F. A. Bonporti" di Trento.
È fondatore e Segretario Generale di ANDCI l'associazione nazionale dei direttori di coro Italiani.

## La sua produzione
Come compositore si dedica alla musica strumentale e pianistica, ma la parte più considerevole della sua produzione è rivolta alla musica corale con numerosi brani per organico misto, maschile e di voci bianche, con la quale ha vinto numerosi concorsi nazionali ed internazionali; interessante è inoltre la sua attività di elaboratore di melodie popolari arcaiche provenienti dalla tradizione orale soprattutto di area trentina. Tra i volumi di sue musiche si ricordano Le Morose e Senza Parole edito dalla Federazione Cori del Trentino, Lo Zoo della Fantasia edito da Ut Orpheus-edizioni musicali, Florilegio di Primavera e Trentatré trentini editi da EdizioniCorali.it
Opere per bambini:
(1994) Il pifferaio magico su libretto proprio per voce narrante, coro di voci bianche e 7 strumenti. Prima rappresentazione Palazzo dei Congressi di Riva del Garda (Tn)
(2000) Il gatto con gli stivali su libretto proprio per voci soliste, coro di voci bianche, baritono e 10 strumenti prima rappresentazione Riva del Garda, Cortile interno della Rocca.
(2017) La faccia nascosta della Luna  su libretto di Giuseppe Calliari per voci soliste, coro di voci bianche, baritono e 10 strumenti prima rappresentazione Riva del Garda, Auditorium Comunale.
(2018) Un giorno senza tel...   su libretto di Alessandra Berardi per voci soliste, coro di voci bianche, fl, cl, pf e perc. prima rappresentazione, Nuoro - Teatro Bocheteatro.
(2023) Giovannin senza paura per voci soliste, coro di voci bianche, baritono e 8 strumenti. Prima rappresentazione, Tenno (Tn) Teatro Sociale Don Bosco.
Le sue musiche sono edite da: Edizioni Sulasol (Helsinki), Edizioni Carrara (Bergamo), A Coeur Jole (Lyon), Pro Musica Studium (Roma), Edizioni Federazione cori del Trentino (Trento), Edizioni Musicali Europee (Milano), Choraliter, Feniarco, Tourdion - Associazione regionale cori Valle d'Aosta, Edizioni Pizzicato, EdizioniCorali.it, Ed.Bo Ejeby (Göteborg, Svezia), Ut Orpheus-edizioni (Bologna), PH Publisher (Germania) Galaxy Music (USA), Edition ICOT (Tokyo).

Collabora con numerose riviste musicali di prestigio tra cui “La Cartellina” ed. Musicali Europee, Dirigo (ANDCI Magazine) è stato fondatore direttore del coro polifonico Voci Roveretane formazione con cui ha ottenuto importantissimi vittorie a concorsi nazionali e del Coro Città di Ala con il quale ha vinto i concorsi di Biella, Riva del Garda, Verona. Attualmente dirige il Coro Voci Bianche Garda Trentino ed il Gruppo Vocale Garda Trentino, con il quale ha vinto i concorsi nazionali ed internazionali di Arezzo, Budapest, Carpi, Fermo, Quartiano, Riccione, Salerno, Vienna, Vittorio Veneto. È direttore artistico del Concorso nazionale e internazionale per cori di voci bianche "Il Garda in Coro" di Malcesine, dell'Associazione EdizioniCorali.it,  ideatore e fondatore del concorso per cori maschili "Luigi Pigarelli" di Arco, è ora ideatore, fondatore e direttore artistico del Trofeo Nazionale Cori d'Italia di Ledro (TN), del Concorso Corale Nazionale di Chiari e del Concorso Corale Internazionale e del Concorso In... Canto sul Garda di Riva del Garda. È Coordinatore e segretario dal 2020 di ANDCI Associazione Nazionale Direttori di Coro Italiani.